# Unione Sportiva Montebelluna 1948-1949
Questa voce raccoglie le informazioni riguardanti l'Unione Sportiva Montebelluna nelle competizioni ufficiali della stagione 1948-1949.

## Rosa
| N. |                   | Ruolo | Calciatore  |
| -- | ----------------- | ----- | ----------- |
|    | Italia (bandiera) | A     | Arturo      |
|    | Italia (bandiera) | C     | Calore      |
|    | Italia (bandiera) | D     | Campana     |
|    | Italia (bandiera) | D     | De Boni     |
|    | Italia (bandiera) | C     | Della Pippa |
|    | Italia (bandiera) | P     | Franchin    |
|    | Italia (bandiera) | C     | Giacometti  |
|    | Italia (bandiera) | D     | Guizzo      |

| N. |                   | Ruolo | Calciatore  |
| -- | ----------------- | ----- | ----------- |
|    | Italia (bandiera) | A     | Nello Mason |
|    | Italia (bandiera) | A     | Mentoglio   |
|    | Italia (bandiera) | D     | Pagliani    |
|    | Italia (bandiera) | D     | Rossetto    |
|    | Italia (bandiera) | C     | Tremonti    |
|    | Italia (bandiera) | A     | Vian        |
|    | Italia (bandiera) | P     | Vania       |